# Torymus
Torymus is een geslacht van vliesvleugeligen uit de familie Torymidae. De wetenschappelijke naam van dit geslacht is voor het eerst geldig gepubliceerd in 1820 door Dalman.

## Soorten
Het geslacht Torymus omvat de volgende soorten:
- Torymus absonus Narendran & Kumar, 2005
- Torymus aceris Boucek, 1994
- Torymus acrophilae Ruschka, 1921
- Torymus advenus (Osten-Sacken, 1870)
- Torymus aea (Walker, 1843)
- Torymus aeneoscapus (Huber, 1927)
- Torymus aereus (Huber, 1927)
- Torymus affinis (Fonscolombe, 1832)
- Torymus africanus (Hoffmeyer, 1929)
- Torymus aiolomorphi (Kamijo, 1964)
- Torymus alaskensis (Huber, 1927)
- Torymus ambositrae (Risbec, 1955)
- Torymus amurensis (Walker, 1874)
- Torymus anastativorus Fahringer, 1944
- Torymus angelicae (Walker, 1836)
- Torymus anthobiae Ruschka, 1921
- Torymus anthomyiae Ashmead, 1887
- Torymus antiquus (Geoffroy, 1785)
- Torymus anularius Szelényi, 1973
- Torymus apiomyiae Boucek & Mihajlovic, 1986
- Torymus approximatus Förster, 1841
- Torymus aprilis (Ashmead, 1904)
- Torymus arcadius Graham & Gijswijt, 1998
- Torymus arcella Graham & Gijswijt, 1998
- Torymus arcticus (Thomson, 1876)
- Torymus argei Boucek, 1994
- Torymus armatus Boheman, 1834
- Torymus arrogans Schrottky, 1907
- Torymus artemisiae Mayr, 1874
- Torymus arundinis (Walker, 1833)
- Torymus asphondyliae Kieffer, 1910
- Torymus associatus Förster, 1841
- Torymus asteridis (Huber, 1927)
- Torymus atheatus Grissell, 1976
- Torymus atriplicis (Huber, 1927)
- Torymus aucupariae (Rodzianko, 1908)
- Torymus auratus (Müller, 1764)
- Torymus austriacus Graham, 1994
- Torymus aztecus Cameron, 1905
- Torymus azureus Boheman, 1834
- Torymus baccharidis (Huber, 1927)
- Torymus barsulicus Narendran & Razak, 2011
- Torymus basalis (Walker, 1833)
- Torymus baudysi Boucek, 1954
- Torymus bedeguaris (Linnaeus, 1758)
- Torymus beneficus Yasumatsu & Kamijo, 1979
- Torymus biarticulatus (Mayr, 1885)
- Torymus bicoloratus (Huber, 1927)
- Torymus bicolorus Xu & He, 2003
- Torymus bifasciipennis (Gahan, 1936)
- Torymus biorhizae (Ashmead, 1887)
- Torymus boharti Grissell, 1976
- Torymus boops Graham, 1994
- Torymus borealis Thomson, 1876
- Torymus bouceki Graham & Gijswijt, 1998
- Torymus brachyurus Boheman, 1834
- Torymus brevicoxa Zavada, 2001
- Torymus breviscapus Graham & Gijswijt, 1998
- Torymus brodiei (Ashmead, 1887)
- Torymus bruesi (Huber, 1927)
- Torymus calcaratus Nees, 1834
- Torymus caledonicus Graham & Gijswijt, 1998
- Torymus californicus (Ashmead, 1886)
- Torymus canariensis Hedqvist, 1977
- Torymus capillaceus (Huber, 1927)
- Torymus capitis (Huber, 1927)
- Torymus capitonis Graham & Gijswijt, 1998
- Torymus caudatulus Graham & Gijswijt, 1998
- Torymus caudatus Boheman, 1834
- Torymus cecidicolus (Brèthes, 1927)
- Torymus cecidomyae (Walker, 1844)
- Torymus celticolus Matsuo, 2009
- Torymus celtidigalla Matsuo, 2009
- Torymus centor Graham & Gijswijt, 1998
- Torymus cerri (Mayr, 1874)
- Torymus chapadae Ashmead, 1904
- Torymus chaubattiensis Bhatnagar, 1952
- Torymus chilensis (Brèthes, 1916)
- Torymus chlorocopes Boheman, 1834
- Torymus chloromerus (Walker, 1833)
- Torymus chrysocephalus Boheman, 1834
- Torymus chrysochlorus (Osten-Sacken, 1870)
- Torymus cingulatus Nees, 1834
- Torymus citripes (Huber, 1927)
- Torymus coccineus (Huber, 1927)
- Torymus coeruleus (Ashmead, 1881)
- Torymus coloradensis (Huber, 1927)
- Torymus condaliae Kieffer, 1910
- Torymus confinis (Walker, 1833)
- Torymus confluens Ratzeburg, 1852
- Torymus contractus Dalman, 1820
- Torymus contubernalis Boheman, 1834
- Torymus corni Mayr, 1874
- Torymus crassiceps Graham & Gijswijt, 1998
- Torymus crassus (Breland, 1939)
- Torymus cretaceus Graham & Gijswijt, 1998
- Torymus cribratus Kieffer, 1910
- Torymus cruentatus (Huber, 1927)
- Torymus cultratus Graham & Gijswijt, 1998
- Torymus cultriventris Ratzeburg, 1844
- Torymus cupratus Boheman, 1834
- Torymus cupreus (Spinola, 1808)
- Torymus cuprigaster Szelényi, 1973
- Torymus curticauda Graham & Gijswijt, 1998
- Torymus curtisi Graham & Gijswijt, 1998
- Torymus curvatulus Graham & Gijswijt, 1998
- Torymus cyaneus Walker, 1847
- Torymus cyprianus Graham & Gijswijt, 1998
- Torymus dasyneurae (Huber, 1927)
- Torymus dennoi Grissell, 1976
- Torymus denticulatus (Breland, 1939)
- Torymus diabolus Moser, 1965
- Torymus difficilis Nees, 1834
- Torymus dorycnicola (Müller, 1870)
- Torymus druparum Boheman, 1834
- Torymus dryophantae (Ashmead, 1887)
- Torymus dubiosus (Huber, 1927)
- Torymus duplicatus (Huber, 1927)
- Torymus durus (Osten-Sacken, 1870)
- Torymus eadyi Graham & Gijswijt, 1998
- Torymus ebrius (Osten-Sacken, 1870)
- Torymus eglanteriae Mayr, 1874
- Torymus elegantissimus (Ashmead, 1881)
- Torymus epilobii Graham & Gijswijt, 1998
- Torymus ermolenkoi Zerova & Seryogina, 2002
- Torymus erucarum (Schrank, 1781)
- Torymus eumelis (Walker, 1842)
- Torymus eurytomae (Puzanowa-Malysheva, 1936)
- Torymus evansi Grissell, 2004
- Torymus ezomatsuanus Kamijo, 2004
- Torymus fagi (Hoffmeyer, 1930)
- Torymus fagineus Graham, 1994
- Torymus fagopirum (Provancher, 1881)
- Torymus fastuosus Boheman, 1834
- Torymus favardi Steffan, 1962
- Torymus femoralis (Pérez, 1895)
- Torymus ferrugineipes (Huber, 1927)
- Torymus festivus Hobbs, 1950
- Torymus filipendulae Graham & Gijswijt, 1998
- Torymus fischeri Ruschka, 1921
- Torymus flavicollis (Ashmead, 1904)
- Torymus flavicoxa (Osten-Sacken, 1870)
- Torymus flavipes (Walker, 1833)
- Torymus flaviventris Ashmead, 1888
- Torymus flavocinctus Kieffer, 1910
- Torymus flavovariegatus Gijswijt, 1990
- Torymus flavus (Goureau, 1851)
- Torymus floridensis Peck, 1951
- Torymus fonscolombei Özdikmen, 2011
- Torymus formosus (Walker, 1833)
- Torymus fractiosus Graham & Gijswijt, 1998
- Torymus frankiei Grissell, 1973
- Torymus frater Thomson, 1876
- Torymus frumenti (Dumont-Courset, 1799)
- Torymus fujianensis Xu & He, 2003
- Torymus fullawayi (Huber, 1927)
- Torymus fulvus (Huber, 1927)
- Torymus fuscicornis (Walker, 1833)
- Torymus fuscipes Boheman, 1834
- Torymus gahani (Huber, 1927)
- Torymus galeobdolonis Graham & Gijswijt, 1998
- Torymus galii Boheman, 1834
- Torymus gansuensis Lin & Xu, 2005
- Torymus genisticola Ruschka, 1921
- Torymus geranii (Walker, 1833)
- Torymus giraudianus (Hoffmeyer, 1930)
- Torymus globiceps (Retzius, 1783)
- Torymus gloriosus Graham & Gijswijt, 1998
- Torymus gracilior Graham, 1994
- Torymus grahami Boucek, 1994
- Torymus graminis (Geoffroy, 1785)
- Torymus guyanaus Cameron, 1913
- Torymus hainesi Ashmead, 1893
- Torymus halimi Graham & Gijswijt, 1998
- Torymus hederae (Walker, 1833)
- Torymus helianthi Brodie, 1894
- Torymus helveticus Graham & Gijswijt, 1998
- Torymus heterobiae Graham & Gijswijt, 1998
- Torymus heyeri Wachtl, 1883
- Torymus himachalicus Narendran & Sureshan, 2005
- Torymus hircinus Ashmead, 1894
- Torymus hirsutus (Huber, 1927)
- Torymus hobbsi Grissell, 2004
- Torymus holcaspoideus (Ashmead, 1904)
- Torymus hornigi Ruschka, 1921
- Torymus huberi (Hoffmeyer, 1929)
- Torymus hylesini Graham, 1994
- Torymus iacchos Zavada, 2001
- Torymus igniceps Mayr, 1874
- Torymus impar Rondani, 1877
- Torymus imperatrix Graham & Gijswijt, 1998
- Torymus indicus (Ahmad, 1946)
- Torymus interruptus Gijswijt, 2000
- Torymus inulae Wachtl, 1884
- Torymus iraklii Zerova & Seryogina, 2002
- Torymus iridis (Picard, 1930)
- Torymus isajevi Zerova & Dolgin, 1986
- Torymus itoi Matsuo, 2010
- Torymus janetiellae Graham & Gijswijt, 1998
- Torymus josefi Boucek, 1996
- Torymus josephinae Boucek, 1988
- Torymus juniperi (Linnaeus, 1758)
- Torymus kaltenbachi Förster, 1840
- Torymus kiefferi (Hoffmeyer, 1929)
- Torymus kinseyi (Huber, 1927)
- Torymus koebelei (Huber, 1927)
- Torymus kononovae (Zerova & Seregina, 1991)
- Torymus koreanus Kamijo, 1982
- Torymus kovaci Narendran & Girish Kumar, 2005
- Torymus laetus (Walker, 1833)
- Torymus lampros Graham, 1994
- Torymus lapsanae (Hoffmeyer, 1930)
- Torymus laricis Boucek, 1994
- Torymus larreae Grissell, 1976
- Torymus lathyri Graham & Gijswijt, 1998
- Torymus latialatus Lin & Xu, 2005
- Torymus lini Mayr, 1874
- Torymus lissus (Walker, 1843)
- Torymus lividus (Ashmead, 1885)
- Torymus longicalcar Graham, 1994
- Torymus longicauda (Provancher, 1883)
- Torymus longior Brodie, 1894
- Torymus longiscapus Grissell, 1976
- Torymus longistigmus (Huber, 1927)
- Torymus loranthi (Cameron, 1913)
- Torymus luridus Zavada, 2001
- Torymus lyciicola Kieffer, 1910
- Torymus lythri Boucek, 1994
- Torymus macrurus (Förster, 1859)
- Torymus maculatus Lin & Xu, 2005
- Torymus maculipennis (Cameron, 1884)
- Torymus maculosus Vikberg, 2011
- Torymus magnificus (Osten-Sacken, 1870)
- Torymus mandrakensis (Risbec, 1956)
- Torymus mayri (Cameron, 1884)
- Torymus mediocris (Walker, 1874)
- Torymus mellipes (Huber, 1927)
- Torymus memnonius Grissell, 1973
- Torymus mendocinus Kieffer, 1910
- Torymus mexicanus Ashmead, 1899
- Torymus microcerus (Walker, 1833)
- Torymus microstigma (Walker, 1833)
- Torymus micrurus Boucek, 1994
- Torymus millefolii Ruschka, 1921
- Torymus minutus Förster, 1840
- Torymus missouriensis (Huber, 1927)
- Torymus montanus Zerova, 1976
- Torymus monticola Graham & Gijswijt, 1998
- Torymus montserrati Crawford, 1911
- Torymus multicolor (Huber, 1927)
- Torymus myrtacearum (Costa Lima, 1916)
- Torymus narvikensis Graham, 1994
- Torymus nebulosus Askew, 2001
- Torymus neepalensis Narendran, 1994
- Torymus nemorum Boucek, 1994
- Torymus neuroterus Ashmead, 1887
- Torymus nigritarsus (Walker, 1833)
- Torymus nitidulus (Walker, 1833)
- Torymus nobilis Boheman, 1834
- Torymus nonacris (Walker, 1842)
- Torymus notatus (Walker, 1833)
- Torymus novitzkyi Graham, 1994
- Torymus nubilus (Breland, 1939)
- Torymus nudus (Breland, 1939)
- Torymus obscurus (Breland, 1939)
- Torymus occidentalis (Huber, 1927)
- Torymus ochreatus Say, 1836
- Torymus oreiplanus Kieffer, 1910
- Torymus orientalis (Masi, 1926)
- Torymus orissaensis (Mani, 1936)
- Torymus orobi Mayr, 1874
- Torymus osborni (Huber, 1927)
- Torymus oviperditor (Gahan, 1927)
- Torymus pachypsyllae (Ashmead, 1888)
- Torymus pallidipes Ashmead, 1894
- Torymus paludum Graham & Gijswijt, 1998
- Torymus paraguayensis (Girault, 1913)
- Torymus partitus Graham & Gijswijt, 1998
- Torymus pascuorum Boucek, 1994
- Torymus pastinacae Graham & Gijswijt, 1998
- Torymus pavidus Say, 1836
- Torymus perplexus (Huber, 1927)
- Torymus persicariae Mayr, 1874
- Torymus persimilis Ashmead, 1894
- Torymus pertinax Förster, 1891
- Torymus philippii (Hoffmeyer, 1929)
- Torymus phillyreae Ruschka, 1921
- Torymus pimpinellifoliae Askew & Ellis
- Torymus poae (Hoffmeyer, 1930)
- Torymus potamius Grissell, 1976
- Torymus pretiosus (Walker, 1833)
- Torymus problematicus Graham & Gijswijt, 1998
- Torymus prosopidis Kieffer, 1910
- Torymus prunicola (Huber, 1927)
- Torymus pseudotsugae Hobbs, 2004
- Torymus pulchellus Thomson, 1876
- Torymus punctifrons (Ashmead, 1894)
- Torymus purpurascens (Fabricius, 1798)
- Torymus purpureae Graham & Gijswijt, 1998
- Torymus purpureomaculata (Cameron, 1904)
- Torymus putoniellae Graham & Gijswijt, 1998
- Torymus pygmaeus Mayr, 1874
- Torymus quadriceps Graham & Gijswijt, 1998
- Torymus quercinus Boheman, 1834
- Torymus ramicola Ruschka, 1921
- Torymus ranomafanensis (Risbec, 1956)
- Torymus recemareae (Ashmead, 1881)
- Torymus regalis (Walker, 1833)
- Torymus resinanae Ratzeburg, 1852
- Torymus rhamni Boucek, 1994
- Torymus rhoditidis (Huber, 1927)
- Torymus ringofuschi Kamijo, 1979
- Torymus roboris (Walker, 1833)
- Torymus rosariae Graham & Gijswijt, 1998
- Torymus rubi (Schrank, 1781)
- Torymus rubigasterus Xu & He, 2003
- Torymus rudbeckiae Ashmead, 1890
- Torymus rufipes (Cameron, 1884)
- Torymus rugglesi Milliron, 1959
- Torymus rugosipunctatus Ashmead, 1894
- Torymus ruschkai (Hoffmeyer, 1929)
- Torymus salicis Graham, 1994
- Torymus sapporoensis Ashmead, 1904
- Torymus sarothamni Kieffer, 1899
- Torymus scalaris (Huber, 1927)
- Torymus scandicus Graham & Gijswijt, 1998
- Torymus scaposus (Thomson, 1876)
- Torymus schizothecae Ruschka, 1921
- Torymus scutellaris (Walker, 1833)
- Torymus seminum (Hoffmeyer, 1929)
- Torymus sharmai Sureshan & Narendran, 2002
- Torymus silenus Zavada, 2001
- Torymus sinensis Kamijo, 1982
- Torymus smithi Ashmead, 1904
- Torymus socius Mayr, 1874
- Torymus solidaginis (Huber, 1927)
- Torymus solitarius (Osten-Sacken, 1870)
- Torymus spaici Boucek, 1994
- Torymus speciosus Boheman, 1834
- Torymus spherocephalus Graham & Gijswijt, 1998
- Torymus spilopterus Boheman, 1834
- Torymus spinosus (Kamijo, 1979)
- Torymus splendidulus Dalla Torre, 1898
- Torymus stenus Graham, 1994
- Torymus steposus Zerova & Seryogina, 2003
- Torymus stom Narendran & Sudheer, 2005
- Torymus strenuus (Walker, 1871)
- Torymus subcalifornicus Grissell, 1976
- Torymus subigneus Szelényi, 1973
- Torymus subnudus Boucek, 1978
- Torymus sulcatus (Huber, 1927)
- Torymus superbus Kieffer, 1910
- Torymus sylvicola Ashmead, 1904
- Torymus tanaceticola Ruschka, 1921
- Torymus tatianae Zavada, 2001
- Torymus terentianus Zavada, 2001
- Torymus texanus (Hoffmeyer, 1930)
- Torymus thalassinus (Crosby, 1908)
- Torymus theon (Walker, 1843)
- Torymus thompsoni Fyles, 1904
- Torymus thoracicus (Ashmead, 1904)
- Torymus thymi Ruschka, 1921
- Torymus tipulariarum Zetterstedt, 1838
- Torymus triangularis Thomson, 1876
- Torymus tsugae (Yano, 1918)
- Torymus tubicola (Osten-Sacken, 1870)
- Torymus ulmariae Ruschka, 1921
- Torymus umbilicatus (Gahan, 1919)
- Torymus valerii Graham & Gijswijt, 1998
- Torymus vallisnierii Cameron, 1901
- Torymus varians (Walker, 1833)
- Torymus ventralis (Fonscolombe, 1832)
- Torymus verbasci Ruschka, 1921
- Torymus veronicae Ruschka, 1921
- Torymus vesiculi Moser, 1956
- Torymus violae (Hoffmeyer, 1944)
- Torymus virescens (De Stefani, 1908)
- Torymus viridis (Geoffroy, 1785)
- Torymus wachtliellae Graham & Gijswijt, 1998
- Torymus warreni (Cockerell, 1911)
- Torymus xanthopus (Schulz, 1906)
- Torymus zabriskii (Cresson, 1878)
- Torymus zhejiangensis Lin & Xu, 2005